# Ivan Uvízl
Ivan Uvízl (* 16. August 1958 in Šternberk) ist ein ehemaliger tschechischer Langstreckenläufer.
1979 und 1982 wurde er tschechoslowakischer Meister über 5000 m. 1985 errang er den nationalen Titel über 3000 m in der Halle.
Bei den Leichtathletik-Hallenweltspielen 1985 in Paris gewann er Bronze über 3000 m, und bei den Leichtathletik-Europameisterschaften 1986 in Stuttgart kam er über 5000 m auf den neunten und über 10.000 m auf den 13. Platz.
Danach wechselte er zum Straßenlauf. 1988 siegte er beim Basler Stadtlauf, 1990 beim Kerzerslauf sowie beim Paderborner Osterlauf über 25 km und 1991 bei den 25 km von Berlin. 1992 gewann er den München-Marathon und wurde Sechster beim Berliner Halbmarathon und beim Zevenheuvelenloop, und 1993, im letzten Jahr seiner leistungssportlichen Karriere, wurde er jeweils Sechster bei den 20 van Alphen und beim Hamburg-Marathon.

## Persönliche Bestleistungen
- 3000 m: 7:52,1 min, 17. Juli 1980, Wien
  - Halle: 7:51,53 min, 30. Januar 1985, Prag
- 5000 m: 13:31,92 min, 28. August 1986, Stuttgart
- 10.000 m: 28:04,4 min, 6. August 1986, Prag (ehemaliger tschechischer Rekord)
- Stundenlauf: 20.144 m, 25. September 1980, Ostrava (tschechischer Rekord)
- 10-km-Straßenlauf: 28:35 min, 20. März 1993, Dresden
- 15-km-Straßenlauf: 44:43 min, 15. November 1992, Nijmegen (tschechischer Rekord)
- 20-km-Straßenlauf: 1:00:24 h, 13. März 1993, Alphen aan den Rijn (tschechischer Rekord)
- Halbmarathon: 1:02:35 h, 5. April 1992, Berlin
- 25-km-Straßenlauf: 1:15:22 h, 5. Mai 1991, Berlin (tschechischer Rekord)
- Marathon: 2:13:49 h, 23. Mai 1993, Hamburg